# Live in Amsterdam (альбом Бет Гарт та Джо Бонамасси)
Live in Amsterdam — концертний альбом Бет Гарт і Джо Бонамасси. Записаний під час живого виступу на концертному майданчику театру Карре в Амстердамі у Нідерландах. Доступна також DVD-версія. Альбом досяг № 49 у Сполученому Королівстві і № 13 в Нідерландах.

## Трек-лист

### Компакт-диск 1
| #     | Назва                                     | Автор                                       | Оригінальний виконавець         | Тривалість |
| ----- | ----------------------------------------- | ------------------------------------------- | ------------------------------- | ---------- |
| 1.    | «Amsterdam, Amsterdam!»                   | Joe Bonamassa, Beth Hart, Kevin Shirley     |                                 | 1:45       |
| 2.    | «Them There Eyes»                         | Maceo Pinkard, Doris Tauber, William Tracey | Louis Armstrong                 | 2:59       |
| 3.    | «Sinner's Prayer»                         | Лоуелл Фулсон, Lloyd Glenn                  | Рей Чарльз                      | 4:21       |
| 4.    | «Can't Let Go»                            | Randy Weeks                                 | Lucinda Williams                | 5:12       |
| 5.    | «For My Friends»                          | Білл Візерс                                 | Білл Візерс                     | 4:33       |
| 6.    | «Close to My Fire»                        | Peter Hoppe, Stephanie Popp                 | Slackwax                        | 5:30       |
| 7.    | «Rhymes»                                  | Ел Грін, Mabon «Teenie» Hodges              | Ел Грін                         | 5:05       |
| 8.    | «Something's Got a Hold on Me»            | Етта Джеймс, Leroy Kirkland, Pearl Woods    | Етта Джеймс                     | 6:18       |
| 9.    | «Your Heart Is As Black As Night»         | Мелоді Гардо                                | Мелоді Гардо                    | 5:19       |
| 10.   | «Chocolate Jesus»                         | Том Вейтс, Kathleen Brennan                 | Том Вейтс                       | 2:51       |
| 11.   | «Baddest Blues»                           | Hart                                        | Beth Hart                       | 5:09       |
| 12.   | «Someday After a While (You'll Be Sorry)» | Фредді Кінг, Sonny Thompson                 | John Mayall & the Bluesbreakers | 6:04       |
| 55:06 |                                           |                                             |                                 |            |

### Компакт-диск 2
| #     | Назва                                   | Автор                                       | Оригінальний виконавець            | Тривалість |
| ----- | --------------------------------------- | ------------------------------------------- | ---------------------------------- | ---------- |
| 1.    | «Well, Well»                            | Delaney Bramlett                            | Delaney Bramlett & Bonnie Bramlett | 4:51       |
| 2.    | «If I Tell You I Love You»              | Мелоді Гардо                                | Мелоді Гардо                       | 3:51       |
| 3.    | «Seesaw»                                | Don Covay, Steve Cropper                    | Арета Франклін                     | 3:18       |
| 4.    | «Strange Fruit»                         | Lewis Allen                                 | Billie Holiday                     | 5:58       |
| 5.    | «Miss Lady»                             | Buddy Miles                                 | Buddy Miles                        | 4:00       |
| 6.    | «I Love You More Than You'll Ever Know» | Al Kooper                                   | Blood, Sweat & Tears               | 7:54       |
| 7.    | «Nutbush City Limits»                   | Тіна Тернер                                 | Ike & Tina Turner                  | 3:49       |
| 8.    | «I'd Rather Go Blind»                   | Етта Джеймс, Ellington Jordan, Billy Foster | Етта Джеймс                        | 10:01      |
| 9.    | «Antwerp Jam»                           | Bonamassa, Hart, Shirley                    |                                    | 5:25       |
| 52:26 |                                         |                                             |                                    |            |

## Персонал
Музиканти
- Бет Гарт — вокал
- Джо Бонамасса — гітара
- Карміні Рохас — бас-гітара[9]
- Антон Фіг — барабани
- Блонді Чаплін — ритм-гітара
- Арлан Шірбаум– клавішні
- Чі Торнберг — духові інструменти
- Рон Дзюбла — баритон-саксофон
- Карлос Перес Альфонсо — тромбон

## Сертифікації
| Регіон                                                      | Сертифікація | Продажі |
| ----------------------------------------------------------- | ------------ | ------- |
| Польща (ZPAV)                                               | Золотий      | 10 000  |
| продажі+прослуховування, що базуються лише на сертифікаціях |              |         |